# Kalînivka, Cernihivka
Kalînivka (în ucraineană Калинівка) este un sat în comuna Panfilivka din raionul Cernihivka, regiunea Zaporijjea, Ucraina.

## Demografie
Componența lingvistică a localității Kalînivka
     Ucraineană (97,09%)
     Rusă (1,94%)
     Alte limbi (0,49%)
Conform recensământului din 2001, majoritatea populației localității Kalînivka era vorbitoare de ucraineană (97,09%), existând în minoritate și vorbitori de rusă (1,94%).